# 김한솔 (농구 선수)
김한솔(1994년 8월 28일 ~ )은 한국프로농구 서울 삼성 썬더스 소속 농구 선수이다. 2018년 KBL 드래프트에서 전체 7순위로 서울 삼성 썬더스에 지명되었다.

## 학력
- 서울보라매초등학교
- 용산중학교
- 용산고등학교
- 상명대학교

## 경력
- 2018년 ~ 현재 : 서울 삼성 썬더스 (2018년 드래프트 1라운드 7순위)